# Paul Dano
Paul Franklin Dano (New York, 19 juni 1984) is een Amerikaans acteur, regisseur en scenarioschrijver. Hij werd voor het spelen van Paul en Eli Sunday in There Will Be Blood genomineerd voor een BAFTA Award. Meer dan vijf andere filmprijzen werden hem daadwerkelijk toegekend, waaronder een Screen Actors Guild Award samen met de gehele cast van Little Miss Sunshine. Ook speelde Dano de rol van The Riddler / Edward Nashton in The Batman uit 2022 en speelde Brian Wilson in Love & Mercy uit 2014.

## Biografie
Dano verscheen naast zijn filmactiviteiten tweemaal in de televisieserie The Sopranos als Patrick Whalen. De eerste keer was dat in oktober 2002, de laatste keer in juni 2004 (*originele Amerikaanse uitzenddata). In zijn filmoptredens speelde Dano onder meer een extreme christelijke predikant in There Will Be Blood, terwijl hij een jaar eerder in Little Miss Sunshine als Dwayne juist grotendeels principieel zweeg.
Dano maakte in 2018 zijn regiedebuut met Wildlife, een boekverfilming, naar een script dat hij schreef samen met Zoe Kazan.

## Filmografie

### Als acteur
*Exclusief televisiefilms
- Dumb Money (2023)
- The Fabelmans (2022)
- The Batman (2022)
- Okja (2017)
- Swiss Army Man (2016)
- Youth (2015)
- Love & Mercy (2014)
- Prisoners (2013)
- 12 Years a Slave (2013)
- Looper (2012)
- Ruby Sparks (2012)
- Being Flynn (2012)
- Cowboys & Aliens (2011)
- Knight and Day (2010)
- Meek's Cutoff (2010)
- Where the Wild Things Are (2009, stem)
- Taking Woodstock (2009)
- Gigantic (2008)
- Explicit Ills (2008)
- There Will Be Blood (2007)
- Weapons (2007)
- Fast Food Nation (2006)
- Little Miss Sunshine (2006)
- The King (2005)
- The Ballad of Jack and Rose (2005)
- Taking Lives (2004)
- The Girl Next Door (2004)
- Light and the Sufferer (2004)
- The Emperor's Club (2002)
- L.I.E. (2001)
- The Newcomers (2000)

### Als regisseur
- 2018: Wildlife

- Bibsys: 13015909
- Biblioteca Nacional de España: XX1528355
- Bibliothèque nationale de France: cb15051100d (data)
- Catàleg d'autoritats de noms i títols de Catalunya: 981058509153206706
- Gemeinsame Normdatei: 1011851970
- International Standard Name Identifier: 0000 0001 1950 7336
- Library of Congress Control Number: no2003036147
- MusicBrainz: 9596b346-89f8-4c13-9952-acd792b671fd
- Nationale Bibliotheek van Tsjechië: xx0150243
- Nationale Bibliotheek van Israël: 987007424041805171
- Nederlandse Thesaurus van Auteursnamen: 35301611X
- Système universitaire de documentation: 123993334
- Virtual International Authority File: 66752082
- WorldCat: E39PBJycTGHv6W6Xm3RbMmFYfq